# 金田彩奈
金田 彩奈（かねだ あやな、1989年12月20日 - ）は、日本の女優、モデル。宮城県出身。オスカープロモーション所属。

## 略歴
仙台白百合女子大学国際教養学科卒業。大学2年生の時に仙台で、アルバイトに行く前に買い物をしていた時にスカウトされる。ちょうどこの時は金髪に染めていてすっぴんという姿だったという。
2011年、ミス・ユニバース・ジャパンファイナリストになり、同年10月には2012年度トリンプ・イメージガールに選出。2018年現在、1980年代生まれとしては最後のトリンプ・イメージガールとなっている。

## 人物
- 特技は水泳で子どもの頃、10年間競泳に打ち込んだ[6]。
- 同じ事務所の矢萩春菜と仲が良く、ブログにも度々登場する[7]。
- 弟が1人いる[8]。

## 出演

### CM・広告
- 宮城県知事選挙PR（CM）
- JR東日本（CM）
- ダイユーエイト（CM）
- 味の素（CM）
- トリンプ・インターナショナル（2012年） - トリンプ・イメージガール[1][9]
- DHCフォースコリー2013（2013年）
- 秋田ビューホテル（2013年）
- ハズキルーペ（2018年） - 武井咲、小泉孝太郎、舘ひろし、水谷彩咲らと共演

### テレビドラマ
- 黒服物語（2014年10月クール、テレビ朝日 「金曜ナイトドラマ」） - 沙弥 役（レギュラー出演）
- 銭の捜査官 西カネ子（2016年2月15日、TBS 「月曜ゴールデン」） - ユイ 役
- ドクター調査班〜医療事故の闇を暴け〜 第2話（2016年4月29日、テレビ東京 「金曜8時のドラマ」） - 松中 諒子 役
- ドクターカー 第5話（2016年5月5日、読売テレビ 「木曜ドラマ」） [10]
- レンタルの恋 （2017年1月クール、TBS 「水ドラ!!」） - 香川 アケミ 役（レギュラー出演）
- 恋がヘタでも生きてます 第1話[11]（2017年4月6日、読売テレビ 「木曜ドラマ」）
- FNS27時間テレビ　にほんのれきし　『私たちの薩長同盟』（2017年9月10日、フジテレビ）

### 舞台
- 下出丞一脚本・演出「Letter2017」（2017年8月30日 - 9月3日、下北沢小劇場B1）[12]

### テレビ
- おはよう健康体操（BS-TBS、アシスタントMC）

### DVD・ビデオ
- 「愛しいひと」[6][13]（2016年3月発売・エアーコントロール）

### MV
- RADWIMPS「会心の一撃」（EMIミュージック・ジャパン） - 女性監査 役

### WEB
- 美女NAVIショールーム
- 毎日新聞「TAP－ｉ」
- 「SAVOY」